# Myrmarachne bengalensis
Myrmarachne bengalensis là một loài nhện trong họ Salticidae.
Loài này thuộc chi Myrmarachne. Myrmarachne bengalensis được Benoy Krishna Tikader miêu tả năm 1973.